# Philiscos d'Égine
Pour les articles homonymes, voir Philiscos.
Philiscos en grec ancien (Φιλίσκος / Philiskos) est un philosophe cynique d'Égine qui a vécu dans la seconde moitié du IVe siècle av. J.-C.

## Biographie
Il est le fils d’Onésicrite, qui l'envoie en compagnie de son plus jeune frère, Androsthène, à Athènes où ils sont tellement séduits par la philosophie de Diogène de Sinope qu'Onésicrite vient lui aussi à Athènes et devient son disciple,.

Selon Hermippe de Smyrne, Philiscos est l'élève de Stilpon de Mégare. Il est aussi décrit comme associé de Phocion. La Souda déclare qu'il est professeur d’Alexandre le Grand, mais aucun autre ancien écrit mentionne ce fait. De plus, qu'un homme puisse être le fils d'Onésicrite, l'élève de Stilpon de Mégare, et le professeur d’Alexandre présente un problème chronologique. Claude Élien a tout de même conservé une courte exhortation de Philiscos adressée à Alexandre : 

« Prends soin de ta réputation ; ne devient pas un fléau ou un grand désastre, apporte la paix et la santé. »

La Souda dit que Philiscos a écrit des dialogues, dont un s’intitule Codros.  Parmi les dialogues assignés à Diogène de Sinope par Sotion, il convient de souligner qu’il en est un dont le titre est Philiscos.